# Kvinna av stånd

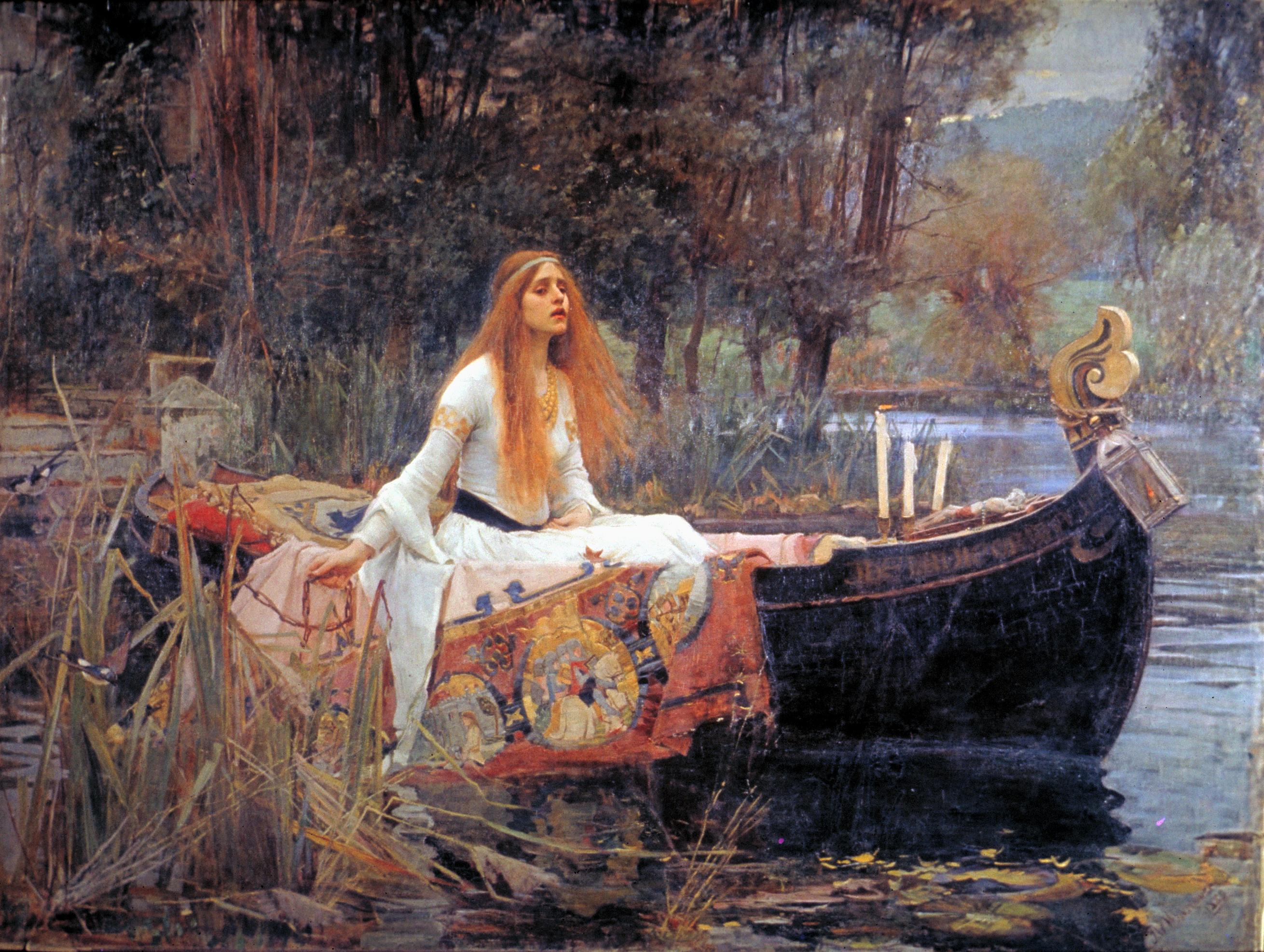
The Lady of Shalott, målning av John William Waterhouse från år 1888.

Kvinna av stånd eller dam (franska dame, italienska dama, donna, av latin domina, "härskarinna") är en kvinna ur någon av de mera bildade samhällsklasserna.
En dam kan vara en herres eller kavaljers kvinnliga medpart i dansen, vid bordet och så vidare; ursprungligen betecknade ordet "dam" en riddares hustru, adelsfru, eller den sköna, som riddaren hyllade genom att bära hennes färger, eller till och med ett av hennes klädesplagg, en så kallad favör, och i strider bryta en lans för henne.